# Lãnh địa của Roy Mata

Bản đồ Lãnh địa của Roy Mata

Roy Mata hay Roi Mata (Vua Mata) là một vị vua của Melanesia ở thế kỷ 17, ở khu vực ngày nay là Vanuatu. Nhà khảo cổ học người Pháp Jose Garranger đã phát hiện ra các di chỉ khảo cổ về Roy Mata vào năm 1967 và nó được công nhận là di sản thế giới vào năm 2008. Đây cũng là di sản thế giới đầu tiên của Vanuatu. Garranger đã có thể xác định được vị trí ngôi mộ trên đảo Artok bằng cách phân tích văn hóa dân gian địa phương. Theo truyền thuyết, khi Roy Mata chinh phục vùng đất này, mục tiêu đầu tiên của ông là đoàn kết các bộ lạc lại với nhau. Triều đại của ông được cho là một triều đại hòa bình. Đáng buồn thay, Roy Mata đã bị người em trai đầu độc, nhưng thi thể của ông không được chôn trên quê hương vì sợ những người dân địa phương sẽ bị mất tinh thần khi biết tin này. Đến nay, Roy Mata là cái tên không bao giờ được sử dụng tại đây để đặt tên cho một ai đó.
Năm 2008, ba di chỉ khảo cổ liên quan đến Roy Mata trên các đảo Efate, Lelepa và Artok, gắn liền với cuộc sống và cái chết của người đứng đầu tối quan trọng cuối cùng đã được UNESCO đưa vào danh sách Di sản thế giới. Tài sản bao gồm nơi cư trú của Roy Mata, địa điểm nơi ông qua đời và các bãi chôn lấp. Nó được kết hợp chặt chẽ với các truyền khẩu và các giá trị đạo đức được ông tán thành. Các di chỉ này phản ánh sự hội tụ giữa truyền thống truyền khẩu và khảo cổ học và làm chứng cho sự tồn tại của cải cách xã hội Roy Mata và giải quyết xung đột liên quan tới người dân trong khu vực.

## Lịch sử

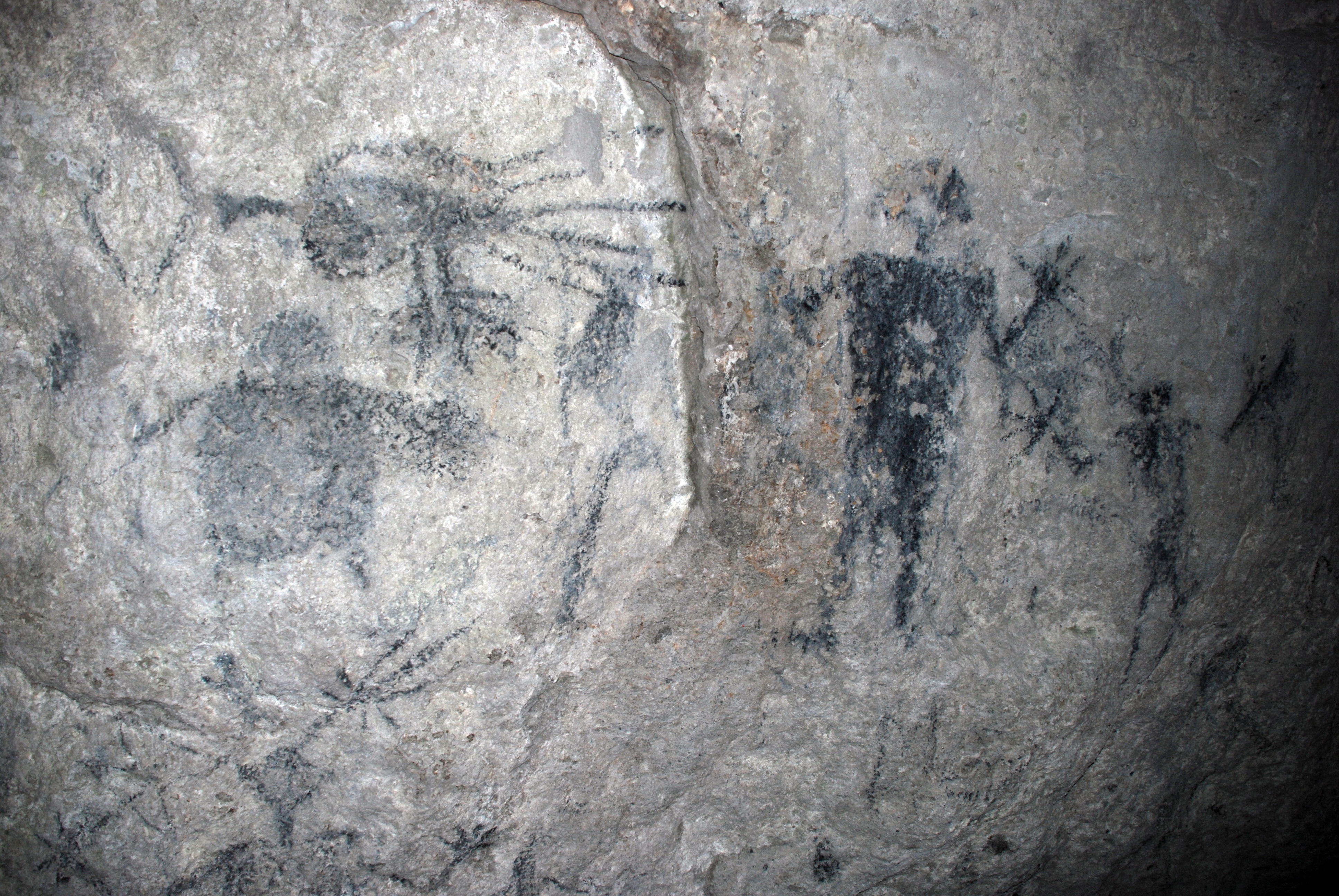
Các hình vẽ tìm thấy trong hang Fels.

Nơi định cư sớm nhất cho đến nay được ghi nhận trên đảo Efate, với các mảnh gốm được xác định có niên đại 3.100 năm. Người ta coi rằng các cộng đồng tự trị cũng hiện diện và trở thành miền Roy Mata, mặc dù thời điểm đó là từ rất sớm. Sản xuất đồ gốm dừng lại cách đây khoảng 1500 năm.
Cuộc sống ở Vanuatu trải qua một sự gián đoạn nghiêm trọng vào năm 1452 với sự phun trào của núi lửa Kuwae trong quần đảo Shepherd ở phía bắc.
Trong khoảng năm 1600 một thời gian dài chiến tranh dai dẳng được gọi là chiến tranh Efate lớn dường như đã đi đến một kết thúc, với việc Roy Mata đã giải quyết xung đột này. Một cuộc di cư từ Efate đến quần đảo Shepherd đã diễn ra, một số cho rằng Roy Mata đã phát động một loại các cuộc cách mạng xã hội.
Sau cái chết và chôn cất Roi Mata trên đảo Artok, việc giải quyết Mangaas bị bỏ hoang và không bao giờ tái định cư. Có ý kiến cho rằng sau khi ông chết, cuộc xung đột có thể tiếp tục được chứng minh là gây tử vong cho cộng đồng của mình, người đã phân tán hay đưa đi nơi khác. Vào cuối thế kỷ 19, con cháu của các lãnh đạo cấp thấp hơn đang sống trên đảo Lelepa.
Người châu Âu bắt đầu tới đây khoảng năm 1840 và 20 năm sau đó đã có nhiều khu định cư châu Âu bao gồm cả các nhà truyền giáo. Từ những năm 1870, hang Fels đã trở thành một điểm thu hút khách du lịch với chuyến thăm thường xuyên từ các tàu hải quân Anh.
Đến 1898, hầu hết mọi người đã chuyển sang theo đạo Thiên Chúa giáo. Dịch bệnh sau đó đã tàn sát dân số trên Efate và các đảo phụ cận buộc những người sống sót rời tới một vài khu định cư lớn hơn,được tổ chức bởi những người định cư châu Âu cho đến khi độc lập vào năm 1980. Kể từ khi độc lập, 55% diện tích đất trên đảo Efate hiện đã được cho nhà đầu tư nước ngoài thuê.
Từ năm 1957 nghiên cứu truyền khẩu và khảo cổ học đã được tiến hành trong khu vực của Mangaas, hang Fels và bãi chôn lấp Artok. Năm 2005, một cuộc điều tra ngắn gọn về đảo Artok đã được thực hiện.